# Share
Pour les articles homonymes, voir Share (homonymie).
Share (en anglais, to share signifie partager) est le nom d'un logiciel de partage de fichiers en pair à pair, chiffré et anonyme développé au Japon par un programmeur anonyme. Successeur de Winny, il se focalise sur une sécurité maximale qui ne se fait pas au détriment des performances.

## Avantages de Share
- Share chiffre les données. Il est impossible de connaître le nom, la nature et le contenu d'un fichier transitant sur le réseau.

- Le chiffrement des données ne se fait pas au détriment des performances de transmission. Share propose des vitesses de téléchargement et de transmission proches de celles de BitTorrent, un exploit pour du routage décentralisé et chiffré.

- Share est anonyme. Bien que l'anonymat total soit techniquement impossible à atteindre, Share offre un anonymat de diffusion et de téléchargement en utilisant un système de routage, de fragments chiffrés, de décentralisation et de mise en cache aléatoire.

- Share contient également un système de plugins. Les plugins et PDK sont facilement disponibles via le réseau de Share. Le PDK est en Delphi.

- Quand une nouvelle version de Share est disponible, vous serez averti par un message dans la barre de statut de Share. Quand cela arrive, vous pouvez la chercher sur le réseau de Share ou sur des sites spécialisés et la télécharger.

- Lors d'une recherche, Share vous indique à l'aide d'un système de couleurs et d'une valeur de cache en amont le degré de disponibilité et de diffusion d'un fichier.

## Critiques de Share
- Le développement de Share est suspendu, la dernière version est sortie en avril 2006. Les logiciels Kaspersky Anti-Virus et Norton AntiVirus le cataloguent dans les logiciels à risque en raison de plusieurs failles de sécurité qui pourraient notamment permettre la propagation de logiciels malveillants.

- Le mystère reste entier concernant son mode de fonctionnement. Certains organismes indépendants auraient réussi à casser sa sécurité. Aux dernières nouvelles, l'anonymat de Share serait donc inexistant.[réf. nécessaire] Détails disponibles sur la page anglophone en:Share (P2P).

- Share n'est pas libre, son code source n'est pas disponible.

- Il n'est disponible que sous Microsoft Windows.

- Share est actuellement destiné aux accès haut/très haut débit (compatible avec du 512 Kb/s mais du 2 Mb/s est recommandé), chose très courante au Japon où les connexions ADSL dépassent le débit de 40 Mb/s, mais qui peut pénaliser certains utilisateurs en France qui n'ont pas l'ADSL ou qui ne sont pas totalement dégroupés. L'actuelle propagation du réseau ADSL à très haute vitesse (ADSL2+) sur le territoire européen a déjà presque corrigé ce défaut.

- Comme pour tous les logiciels de P2P chiffrés et anonymes, Share pose le problème de l'éthique dans le domaine du téléchargement : en effet, un espace nommé « cache » est réservé sur votre disque dur, sur lequel transitent des morceaux de fichiers chiffrés, dont vous ne connaissez absolument ni la provenance ni la teneur.

## Nodes
Pour se connecter sur le réseau de Share, un fichier nommé Nodes.txt contenant des adresses chiffrées est nécessaire.